# Isolepis ruwenzoriensis
Isolepis ruwenzoriensis là loài thực vật có hoa trong họ Cói. Loài này được R.W.Haines & Lye mô tả khoa học đầu tiên năm 1974.